# Brott och skratt
Brott och skratt (engelska: Law and Disorder) är en brittisk komedifilm från 1958 i regi av Charles Crichton.
Filmen är baserad på Denys Roberts roman Smugglers' Circuit.

## Handling
En bedragare uppträder som präst men hans son vill bli advokat.

## Rollista i urval
- Michael Redgrave - Percy Brand
- Robert Morley - domare Sir Crichton
- Ronald Squire - överste Masters
- Elizabeth Sellars - Gina Laselle
- Joan Hickson - tant Florence
- Lionel Jeffries - major Proudfoot
- Jeremy Burnham - Colin Brand
- Brenda Bruce - Mary Cooper
- Harold Goodwin - Blacky
- George Coulouris - "Bennie" Bensuson
- Meredith Edwards - sergeant Bolton
- Reginald Beckwith - Vickery
- Mary Kerridge - Lady Crichton
- Michael Trubshawe - Ivan
- John Le Mesurier - Sir Humphrey Pomfret
- Irene Handl - kvinna på tåget
- Allan Cuthbertson - poliskommissarie
- Sam Kydd - Shorty
- Alfred Burke - tjuvfiskaren
- Toke Townley - Sidney Rumpthorne